# Sweetie

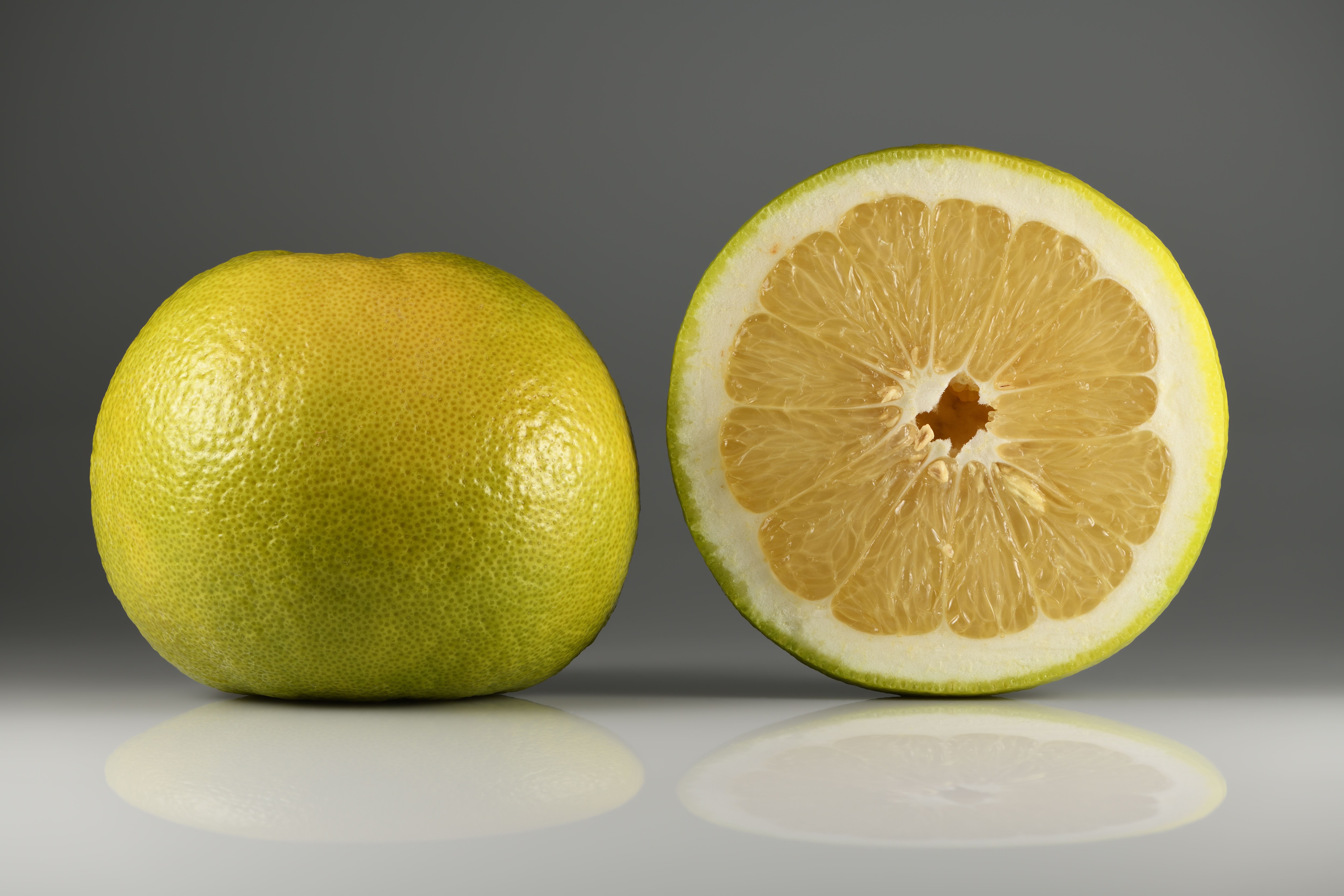
Owoc sweetie

Sweetie – mieszaniec pomiędzy grejpfrutem (Citrus paradisi) a pomarańczą olbrzymią (Citrus grandis), opatentowany w roku 1981 przez Uniwersytet Kalifornijski w Riverside. Charakterystyka genetyczna i inne cechy są bardzo zbliżone do pomarańczy olbrzymiej. Owoc ma słodki smak i grubą, zieloną skórkę.